# BIMARU
BIMARU是印度北方四个邦首字母组合成的缩写：Bihar（比哈尔邦）、Madhya Pradesh（中央邦）、Rajasthan（拉贾斯坦邦）、Uttar Pradesh（北方邦）。
这个缩写在1980年代由经济学家阿維什·博斯创编。此后，包括联合国在内的多项研究报告表明，BIMARU的经济增长对印度整体的GDP增速产生正向影响。